# Liste des matchs de l'équipe de Malaisie de football par adversaire
Cette liste présente les matchs de l'équipe de Malaisie de football par adversaire. Lorsqu'une rivalité footballistique particulière existe entre l'équipe de Malaisie et une autre sélection nationale, une page spécifique est parfois proposée.
- Haut – A
- B
- C
- D
- E
- F
- G
- H
- I
- J
- K
- L
- M
- N
- O
- P
- Q
- R
- S
- T
- U
- V
- W
- X
- Y
- Z

## A

### Algérie
| Date              | Lieu                   | Match              | Score | Compétition |
| 22 septembre 1983 | Kuala Lumpur, Malaisie | Malaisie - Algérie | 0 - 0 | amical      |

Bilan
- Total de matchs disputés : 1
- Victoires de l'équipe de Malaisie : 0 (0 %)
- Victoires de l'équipe d'Algérie : 0 (0 %)
- Match nul : 1 (100 %)

## B

### Bhoutan

#### Confrontations
Confrontations entre la Malaisie et le Bhoutan :
|   | Date           | Lieu         | Match              | Score | Compétition  |
| - | -------------- | ------------ | ------------------ | ----- | ------------ |
| 1 | 1er avril 2018 | Kuala Lumpur | Malaisie - Bhoutan | 7-0   | Match amical |

#### Bilan
Au 31 mars 2019 :
- Total de matchs disputés : 1
- Victoires de la Malaisie : 1
- Match nul : 0
- Victoires du Bhoutan : 0
- Total de buts marqués par la Malaisie : 7
- Total de buts marqués par le Bhoutan : 0

### Brésil
| Date        | Lieu         | Match             | Score | Compétition  |
| 25 mai 2002 | Kuala Lumpur | Malaisie - Brésil | 0 - 4 | Match amical |

Bilan
- Total de matchs disputés : 1
- Victoires de l'équipe du Brésil : 1
- Victoires de l'équipe de Malaisie : 0
- Match nul : 0

### Brunei

#### Confrontations
Confrontations entre Brunei et la Malaisie :
|   | Date              | Lieu                | Match             | Score | Compétition                                                              |
| - | ----------------- | ------------------- | ----------------- | ----- | ------------------------------------------------------------------------ |
| 1 | 22 mai 1971       | Bangkok             | Malaisie - Brunei | 8-0   | Tour préliminaire à la Coupe d'Asie des nations 1972 (gr. Asie du Sud-A) |
| 2 | 23 novembre 1977  | Kuala Lumpur        | Malaisie - Brunei | 7-0   | Jeux d'Asie du Sud-Est de 1977 (gr. A)                                   |
| 3 | 10 octobre 1982   | Singapour           | Malaisie - Brunei | 4-0   | Match amical                                                             |
| 4 | 5 juin 1983       | Singapour           | Malaisie - Brunei | 5-0   | Jeux d'Asie du Sud-Est de 1983 (match pour la 3e place)                  |
| 5 | 13 octobre 1985   | Singapour           | Malaisie - Brunei | 4-0   | Match amical                                                             |
| 6 | 23 août 1989      | Kuala Lumpur        | Malaisie - Brunei | 2-1   | Jeux d'Asie du Sud-Est de 1989 (gr. B)                                   |
| 7 | 9 juin 1993       | Singapour           | Malaisie - Brunei | 3-1   | Jeux d'Asie du Sud-Est de 1993 (gr. A)                                   |
| 8 | 10 septembre 1996 | Singapour           | Brunei - Malaisie | 0-6   | Tiger Cup 1996 (gr. A)                                                   |
| 9 | 6 août 1999       | Bandar Seri Begawan | Brunei - Malaisie | 0-2   | Jeux d'Asie du Sud-Est de 1999 (gr. B)                                   |

#### Bilan
Au 1er avril 2019 :
- Total de matchs disputés : 9
- Victoires de Brunei : 0
- Match nul : 0
- Victoires de la Malaisie : 9
- Total de buts marqués par Brunei : 2
- Total de buts marqués par la Malaisie : 41

## C

### Cambodge
| Date              | Lieu                | Match               | Score | Compétition                                  |
| 17 mars 1956      | Kuala Lumpur        | Malaisie - Cambodge | 9-2   |                                              |
| 24 avril 1956     | Phnom Penh          | Cambodge - Malaisie | 3-2   |                                              |
| 12 décembre 1961  | Rangoun             | Malaisie - Cambodge | 4-0   |                                              |
| 9 novembre 1970   | Bangkok             | Malaisie - Cambodge | 1-1   |                                              |
| 14 décembre 1970  | Bangkok             | Malaisie - Cambodge | 0-2   |                                              |
| 3 mai 1971        | Séoul               | Malaisie - Cambodge | 3-1   |                                              |
| 26 mai 1971       | Bangkok             | Malaisie - Cambodge | 2-1   |                                              |
| 8 juin 1971       | Jakarta             | Malaisie - Cambodge | 1-1   |                                              |
| 15 juin 1971      | Jakarta             | Malaisie - Cambodge | 2-1   |                                              |
| 15 décembre 1971  | Kuala Lumpur        | Malaisie - Cambodge | 3-0   |                                              |
| 19 juillet 1972   | Kuala Lumpur        | Malaisie - Cambodge | 6-1   |                                              |
| 20 septembre 1972 | Séoul               | Malaisie - Cambodge | 1-0   |                                              |
| 29 octobre 1972   | Saïgon              | Malaisie - Cambodge | 0-1   |                                              |
| 28 juillet 1973   | Kuala Lumpur        | Malaisie - Cambodge | 1-0   |                                              |
| 28 septembre 1973 | Séoul               | Malaisie - Cambodge | 0-2   |                                              |
| 20 décembre 1973  | Bangkok             | Malaisie - Cambodge | 3-2   |                                              |
| 20 décembre 1974  | Bangkok             | Malaisie - Cambodge | 3-0   |                                              |
| 10 décembre 1995  | Lampoon             | Malaisie - Cambodge | 9-0   |                                              |
| 4 août 1999       | Bandar Seri Begawan | Malaisie - Cambodge | 7-2   |                                              |
| 14 octobre 2000   | Kuala Lumpur        | Malaisie - Cambodge | 2-0   |                                              |
| 17 octobre 2000   | Kuala Lumpur        | Malaisie - Cambodge | 1-1   |                                              |
| 9 novembre 2000   | Songkhla            | Malaisie - Cambodge | 3-2   |                                              |
| 11 décembre 2002  | Kuala Lumpur        | Malaisie - Cambodge | 5-0   |                                              |
| 18 juin 2007      | Kuala Lumpur        | Malaisie - Cambodge | 6-0   |                                              |
| 20 septembre 2014 | Shah Alam           | Malaisie - Cambodge | 4-1   | Match amical                                 |
| 20 novembre 2016  | Rangoun             | Malaisie - Cambodge | 3-2   | 1er tour (groupe B) de l'AFF Suzuki Cup 2016 |

#### Bilan
- Total de matchs disputés : 26
- Victoires de l'équipe de Malaisie : 19
- Matchs nuls : 3
- Victoires de l'équipe du Cambodge : 4

## E

### Émirats arabes unis

#### Confrontations
Confrontations entre les Émirats arabes unis et la Malaisie :
|   | Date              | Lieu          | Match                          | Score | Compétition                                                 |
| - | ----------------- | ------------- | ------------------------------ | ----- | ----------------------------------------------------------- |
| 1 | 20 septembre 1980 | Koweït        | Malaisie - Émirats arabes unis | 2-0   | Coupe d'Asie des nations 1980 (gr. 2)                       |
| 2 | 12 septembre 1981 | Kuala Lumpur  | Malaisie - Émirats arabes unis | 0-1   | Tournoi Merdeka 1981 (ms) (gr. A)                           |
| 3 | 7 août 1982       | Kuala Lumpur  | Malaisie - Émirats arabes unis | 1-0   | Tournoi Merdeka 1982 (ms) (gr. A)                           |
| 4 | 21 juin 2007      | Petaling Jaya | Malaisie - Émirats arabes unis | 1-3   | Match amical                                                |
| 5 | 21 janvier 2009   | Petaling Jaya | Malaisie - Émirats arabes unis | 0-5   | Éliminatoires de la Coupe d'Asie des nations 2011 (gr. C)   |
| 6 | 6 janvier 2010    | Dubaï         | Émirats arabes unis - Malaisie | 1-0   | Éliminatoires de la Coupe d'Asie des nations 2011 (gr. C)   |
| 7 | 3 septembre 2015  | Abou Dabi     | Émirats arabes unis - Malaisie | 10-0  | Éliminatoires de la Coupe d'Asie des nations 2019 (2e tour) |
| 8 | 17 novembre 2015  | Shah Alam     | Malaisie - Émirats arabes unis | 1-2   | Éliminatoires de la Coupe d'Asie des nations 2019 (2e tour) |

#### Bilan
Au 12 avril 2019 :
- Total de matchs disputés : 8
- Victoires des Émirats arabes unis : 6
- Matchs nuls : 0
- Victoires de la Malaisie : 2
- Total de buts marqués par les Émirats arabes unis : 22
- Total de buts marqués par la Malaisie : 5

## F

### Fidji
| Date           | Lieu           | Match            | Score | Compétition  |
| 5 février 2001 | Lautoka, Fidji | Fidji - Malaisie | 4-1   | Match amical |
| 7 février 2001 | Suva, Fidji    | Fidji - Malaisie | 2-0   | Match amical |
| 9 février 2001 | Ba, Fidji      | Fidji - Malaisie | 1-2   | Match amical |
| 26 juin 2016   | Suva, Fidji    | Fidji - Malaisie | 1-1   | Match amical |

## J

### Japon
Confrontations entre la Malaisie et le Japon :
| Date             | Lieu         | Match            | Score | Compétition                                                     |
| 28 décembre 1958 | Kuala Lumpur | Malaisie - Japon | 6-2   | Match amical                                                    |
| 4 janvier 1959   | Penang       | Malaisie - Japon | 1-3   | Match amical                                                    |
| 28 mai 1961      | Tokyo        | Japon - Malaisie | 3-2   | Match amical                                                    |
| 2 août 1961      | Kuala Lumpur | Malaisie - Japon | 3-2   | Match amical                                                    |
| 8 août 1962      | Kuala Lumpur | Malaisie - Japon | 2-2   | Match amical                                                    |
| 8 août 1963      | Kuala Lumpur | Malaisie - Japon | 3-4   | Match amical                                                    |
| 27 mars 1965     | Kuala Lumpur | Malaisie - Japon | 1-1   | Match amical                                                    |
| 14 décembre 1966 | Bangkok      | Japon - Malaisie | 1-0   | Match amical                                                    |
| 10 décembre 1970 | Bangkok      | Japon - Malaisie | 1-0   | Match amical                                                    |
| 22 juillet 1972  | Kuala Lumpur | Malaisie - Japon | 3-1   | Match amical                                                    |
| 5 septembre 1974 | Téhéran      | Malaisie - Japon | 1-1   | Match amical                                                    |
| 2 août 1975      | Kuala Lumpur | Malaisie - Japon | 2-0   | Match amical                                                    |
| 20 août 1976     | Kuala Lumpur | Malaisie - Japon | 2-2   | Match amical                                                    |
| 22 août 1976     | Kuala Lumpur | Malaisie - Japon | 2-0   | Match amical                                                    |
| 21 juillet 1978  | Kuala Lumpur | Malaisie - Japon | 4-1   | Match amical                                                    |
| 27 juin 1979     | Kuala Lumpur | Malaisie - Japon | 1-1   | Match amical                                                    |
| 8 février 1981   | Kuantan      | Malaisie - Japon | 0-1   | Match amical                                                    |
| 10 février 1981  | Kuala Lumpur | Malaisie - Japon | 1-1   | Match amical                                                    |
| 19 juin 1981     | Daegu        | Japon - Malaisie | 2-0   | Match amical                                                    |
| 30 août 1981     | Kuala Lumpur | Malaisie - Japon | 0-2   | Match amical                                                    |
| 11 avril 1988    | Kuala Lumpur | Japon - Malaisie | 1-0   | Qualifications pour la Coupe d'Asie des nations 1988 (Groupe 2) |
| 7 février 2004   | Ibaraki      | Japon - Malaisie | 4-0   | Match amical                                                    |

Bilan
Total de matchs disputés : 22
- Victoires de l'équipe du Japon : 10
- Matchs nuls : 6
- Victoires de l'équipe de Malaisie : 6

## K

### Kirghizistan

#### Confrontations
Confrontations entre la Malaisie et le Kirghizistan :
|   | Date            | Lieu    | Match                   | Score | Compétition  |
| - | --------------- | ------- | ----------------------- | ----- | ------------ |
| 1 | 16 octobre 2018 | Malacca | Malaisie - Kirghizistan | 0-1   | Match amical |

#### Bilan
Au 3 avril 2019 :
- Total de matchs disputés : 1
- Victoires de la Malaisie : 0
- Matchs nuls : 0
- Victoires du Kirghizistan : 1
- Total de buts marqués par la Malaisie : 0
- Total de buts marqués par le Kirghizistan : 1

## M

### Macao

#### Confrontations
Confrontations entre Macao et la Malaisie :
|   | Date         | Lieu         | Match            | Score | Compétition                                                        |
| - | ------------ | ------------ | ---------------- | ----- | ------------------------------------------------------------------ |
| 1 | 5 mai 1993   | Kuala Lumpur | Malaisie - Macao | 9-0   | Tours préliminaires à la Coupe du monde 1994 (zone Asie, 1er tour) |
| 2 | 18 mai 1993  | Riyad        | Malaisie - Macao | 5-0   | Tours préliminaires à la Coupe du monde 1994 (zone Asie, 1er tour) |
| 3 | 29 mars 2016 | Malacca      | Malaisie - Macao | 0-0   | Match amical                                                       |

#### Bilan
Au 9 avril 2019 :
- Total de matchs disputés : 3
- Victoires de Macao : 0
- Matchs nuls : 1
- Victoires de la Malaisie : 2
- Total de buts marqués par Macao : 0
- Total de buts marqués par la Malaisie : 14

### Maldives

#### Confrontations
Confrontations entre les Maldives et la Malaisie :
|   | Date              | Lieu         | Match               | Score | Compétition                     |
| - | ----------------- | ------------ | ------------------- | ----- | ------------------------------- |
| 1 | 15 février 2000   | Kuala Lumpur | Malaisie - Maldives | 2-0   | Match amical                    |
| 2 | 17 février 2000   | Kuala Lumpur | Malaisie - Maldives | 3-0   | Match amical                    |
| 3 | 30 septembre 2002 | Pusan        | Maldives - Malaisie | 1-3   | Jeux asiatiques de 2002 (gr. A) |
| 4 | 3 novembre 2008   | Kuala Lumpur | Malaisie - Maldives | 3-0   | Match amical                    |

#### Bilan
Au 6 avril 2019 :
- Total de matchs disputés : 4
- Victoires des Maldives : 0
- Matchs nul : 0
- Victoires de la Malaisie : 4
- Total de buts marqués par les Maldives : 1
- Total de buts marqués par la Malaisie : 11

## S

### Sénégal
| Date         | Lieu         | Match              | Score | Compétition             |
| 13 août 1982 | Kuala Lumpur | Malaisie - Sénégal | 1-0   | Tournoi de Merdeka 1982 |

Bilan
Total de matchs disputés : 1
- Victoires de l'équipe du Sénégal : 0
- Matchs nuls : 0
- Victoires de l'équipe de Malaisie : 1

## T

### Timor oriental

#### Confrontations
Confrontations entre la Malaisie et le Timor oriental :
|   | Date            | Lieu         | Match                     | Score | Compétition                                                  |
| - | --------------- | ------------ | ------------------------- | ----- | ------------------------------------------------------------ |
| 1 | 8 décembre 2004 | Kuala Lumpur | Malaisie - Timor oriental | 5-0   | Tiger Cup 2004 (en) (gr. B)                                  |
| 2 | 11 juin 2015    | Kuala Lumpur | Malaisie - Timor oriental | 1-1   | Éliminatoires de la Coupe d'Asie des nations 2019 (2e tour)  |
| 3 | 13 octobre 2015 | Dili         | Timor oriental - Malaisie | 0-1   | Éliminatoires de la Coupe d'Asie des nations 2019 (2e tour)  |
| 4 | 2 juin 2016     | Johor Bahru  | Malaisie - Timor oriental | 3-0   | Éliminatoires de la Coupe d'Asie des nations 2019 (barrages) |
| 5 | 6 juin 2016     | Johor Bahru  | Timor oriental - Malaisie | 0-3   | Éliminatoires de la Coupe d'Asie des nations 2019 (barrages) |
| 6 | 7 juin 2019     | Kuala Lumpur | Malaisie - Timor oriental | 7-1   | Éliminatoires de la Coupe d'Asie des nations 2023 (1er tour) |
| 7 | 11 juin 2019    | Kuala Lumpur | Timor oriental - Malaisie | 1-5   | Éliminatoires de la Coupe d'Asie des nations 2023 (1er tour) |

#### Bilan
Au 16 juin 2019 :
- Total de matchs disputés : 7
- Victoires de la Malaisie : 6
- Match nul : 1
- Victoires du Timor oriental : 0
- Total de buts marqués par la Malaisie : 25
- Total de buts marqués par le Timor oriental : 3